# Date, Hokkaido
Date (japanska: 伊達市?, Date-shi) är en stad i Hokkaidō prefektur i Japan. Staden fick stadsrättigheter 1972.